# カルロス・オルセス
カルロス・ラウール・オルセス・キハダ（Carlos Raúl Olses Quijada , 2000年9月5日 - ）は、ベネズエラ・ミランダ州カラカス出身のサッカー選手。ヴィルスリーガ・ヴァルミエラFC所属。ポジションはGK。

## クラブ経歴
2012年にデポルティーボ・ラ・グアイラのユースチームに入団し、2017年シーズンにトップチームに昇格。翌2018年シーズンにプロデビューを果たし、2018年シーズン、リーグ戦16試合に出場した。
2019年1月31日、スーペルリーガ・アルヘンティーナのラシン・クラブへの移籍が発表された。

## 代表経歴
2015年にコロンビアで開催された南米U-15選手権に、U-15ベネズエラ代表として出場。2017年には、チリで開催された2017 FIFA U-17ワールドカップ出場権を賭けた南米U-17選手権のU-17代表に選出され、正GKを任されたが、本大会出場はならなかった。 